# Лок (филм)
„Лок“ (на английски: Locke) е британско-американски филм от 2013 година, психологическа драма на режисьора Стивън Найт по негов собствен сценарий.
Сюжетът е развит изцяло чрез поредица телефонни разговори на мъж, пътуващ през нощта с колата си – с негови колеги в навечерието на уникална операция по бетониране, която той трябва да координира, със семейството му, което е на път да се разпадне, и с жена, която след случайна еднократна връзка в този момент е на път да роди дете от него. Главната роля се изпълнява от Том Харди.
„Лок“ получава Европейска филмова награда за най-добър монтаж и е номиниран в три други категории.